# Câmpul Pâinii

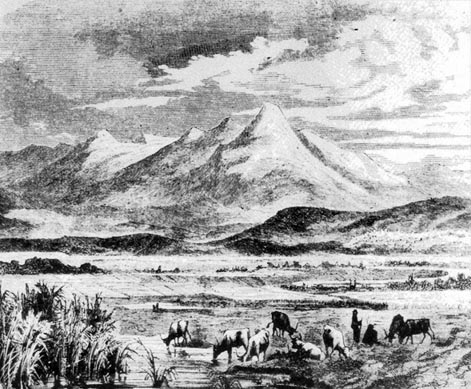
Miklós Nagy: Câmpia Pâinii (1870).

Câmpul Pâinii (în maghiară Kenyérmező, în germană Brodfeld, în turcă Ekmekoltağı) este o regiune în sud-vestul Transilvaniei (România), între Orăștie și Sebeș, în apropiere de râul Mureș. Așezarea cea mai importantă este Cugir (în maghiară Kudzsir, în germană Kudschir, în turcă Kuçir).
Vechiul nume maghiar al râului Cugir este Kenyér (pâine), care a dat naștere la numele Kenyérmező (în română Câmpul Pâinii) Regiunea se învecinează la sud cu Munții Șureanu, la nord cu Mureșul, la vest cu județul Hunedoara și la est cu râul Sebeș.
Zona este o câmpie fertilă. Anterior, populația din zonă a fost românească, iar ulterior, prin colonizare, în mare parte a fost formată din sași, dar astăzi majoritari sunt iar românii. În anul 1479 ardelenii au marcat, conduși de Pavel Cneazul, o victorie asupra armatei otomane în Bătălia de la Câmpul Pâinii (lângă Șibot). În amintirea victoriei, Ștefan al V-lea Báthory a construit o capelă.

## Localități aflate în zonă
- Vințu de Jos (magh. Alvinc, ger. Unterwintz sau Winzendorf)
- Pianul de Jos (magh. Alsópián, Szászpián, română Chian, ger. Deutschpien sau Deutschpian)
- Săliștea (magh. Tartaria, mai târziu Alsótatárlaka,, în 1310 Oláhárkos și Szászárkos sau -erkes, în 1488 Grebencsin)
- Săliștea (un oraș diferit de așezările menționate mai sus; cândva Cioara, magh.Alsócsóra)
- Balomiru de Câmp (magh. Balomir)
- Șibot (magh.Alkenyér sau Zsibotalkenyér, ger. Unterbrodsdorf)
- Vinerea (magh. Felkenyér, ger. Oberbrodsdorf)
- Cugir
- Aurel Vlaicu (anterior Binținți, magh. Bencenc, ger. Benzendorf,  locul  Bătăliei de pe Câmpul Pâinii)
- Pișchinți (magh.Piskinc)
- Vaidei (magh.Vajdej, ger. Weidendorf)
- Romos (magh.Romosz, ger. Rumes)
- Gelmar (magh.Gyalmár)